# Пяски (Ловицький повіт)
Пя́ски (пол. Piaski) — село в Польщі, у гміні Неборув Ловицького повіту Лодзинського воєводства.
Населення — 220 осіб (2011).
У 1975—1998 роках село належало до Скерневицького воєводства.

## Демографія
Демографічна структура станом на 31 березня 2011 року:
|          | Загалом | Допрацездатний вік | Працездатний вік | Постпрацездатний вік |
| -------- | ------- | ------------------ | ---------------- | -------------------- |
| Чоловіки | 107     | 14                 | 74               | 19                   |
| Жінки    | 113     | 16                 | 59               | 38                   |
| Разом    | 220     | 30                 | 133              | 57                   |